# تپه بهشت‌آباد
تپه بهشت آباد مربوط به هزاره ۴ و ۱ قبل از میلاد - دوره ایلخانی است و در شهرستان اردل، بخش مرکزی، دهستان ناغان، مجاور روستای بهشت آباد واقع شده و این اثر در تاریخ ۱۳ آبان ۱۳۸۶ با شمارهٔ ثبت ۱۹۷۹۹ به‌عنوان یکی از آثار ملی ایران به ثبت رسیده است.